# Brom
El brom és l'element químic de símbol Br i nombre atòmic 35. Es tracta del tercer halogen més lleuger. A temperatura ambient, es presenta com un líquid fumant de color roig fosc que es volatilitza amb facilitat per formar un vapor de color semblant. Les seves propietats es troben entre les del clor i les del iode.
Té un nombre màssic de 80, és a dir, el seu nucli conté 35 protons i 45 neutrons. Està situat en el grup dels halògens, el grup 17 de la taula periòdica dels elements.
El brom és el 28è element químic essencial per a la vida, això no es va descobrir fins a l'any 2014, fent estudis sobre mosques del gènere Drosophila. En un informe aparegut a la revista científica Cell, els investigadors de la Universitat Vanderbilt van establir que el brom és un element essencial per al desenvolupament dels teixits en tots els animals, des de les criatures primitives fins als humans.
El brom a temperatura ambient és un líquid roig, volàtil i dens. La seva reactivitat és intermèdia entre el clor i el iode. En estat líquid és perillós per al teixit humà i els seus vapors irriten els ulls i la gola.

## Història

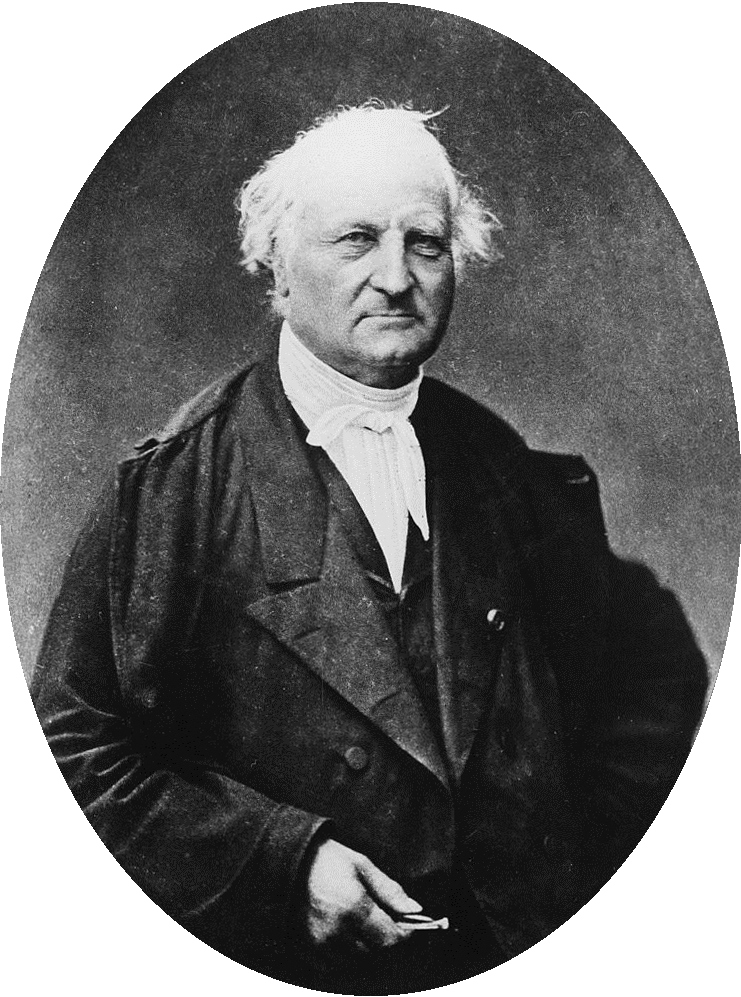
Antoine Balard, un dels descobridors del brom

El brom ha estat utilitzat des de l'antiguitat en forma de compost com a tintòria, el més conegut és el porpra de Tir, 6,6-Dibromoindi, citat a la Bíblia, que en temps dels romans era utilitzat per a tenyir roba destinada als més rics. En aquella època el pigment s'obtenia del corn amb pues, un mol·lusc gastròpode de la Mediterrània, se'n necessitaven 12.000 mol·luscs per a aconseguir 1,5 grams de tint, d'aquí el seu elevat preu. El compost de brom del porpra de Tir no va ser identificat fins a l'any 1909, gràcies al químic alemany Paul Friedländer.
L'aïllament de l'element es va fer a principis del segle xix, l'acreditació recau sobre el químic francès Antoine Balard (1802–1876), que ho va trobar el 1825 i va ser el primer a publicar-ho. De manera independent també va ser trobat pel químic alemany Carl Jacob Löwig (1803–1890), també l'any 1825.
Balard va començar a estudiar la vegetació dels aiguamolls salats l'any 1824. Va sotmetre les plantes a l'acció de diferents agents químics amb el propòsit d'extreure'n compostos útils. En estudiar una solució amb obtinguda a partir de les cendres d'algues marines amb clor va observar que se separava en dues parts en afegir midó, la inferior era blava i la superior d'un color groc intens. Va decidir que la part inferior blava contenia iode, i va suposar que la superior també contenia iode, però no va aconseguir d'extreure'l de cap manera. També va notar que la coloració groga era similar a la que havia observat en sotmetre a la mateix tractament l'aigua de les maresmes de Montpeller, i que en ambdós casos la coloració era acompanyada per una forta olor característica. Després de múltiples proves, finalment va decidir que devia tractar-se d'un nou element. Balard el va anomenar muride, del llatí muria, salmorra, va escriure un article descrivint el seu descobriment, el va publicar, i el 30 novembre de 1825 el va enviar a l'Acadèmia Francesa de les Ciències amb el títol Mémoire sur une Substance particulière contenue dans l'eau de la mer. A l'Acadèmia Francesa van decidir de comprovar el que explicava Balard, el comitè que se n'encarregà, format per Joseph-Louis Gay-Lussac, Louis Nicolas Vauquelin i Louis Jacques Thénard, va confirmar els resultats però va reanomenar el nou element com a brom, del grec antic bromos, βρῶμος, que significa 'pudor', i va publicar l'article de Balard als Annales de chimie et de physique el 1826.
La tardor del 1825 Carl Jacob Löwig, estudiant a la Universitat de Heidelberg va portar al seu professor, Leopold Gmelin, un flascó amb una substància marró vermellosa que havia aïllat en estudiar la composició de l'aigua d'una font de la seva ciutat de Bad Kreuznach, on hi ha un balneari. La solució que estudiava havia esdevingut vermella sota l'acció de gas clor i havia extret la substància responsable de la coloració amb èter. Gmelin va dir a Löwig d'obtenir més quantitat de la substància i estudiar-ne les propietats detalladament. Mentre hi treballava Balard va publicar el seu treball.
El primer mineral amb brom, la bromargirita (AgBr) va ser descobert a Mèxic l'any 1841. La producció industrial de bromurs va començar a partir de la troballa d'uns dipòsits gegantins de potassa a la població de Staßfurt (Saxònia-Anhalt, Alemanya) l'any 1858. L'ús principal a l'època fou la fotografia i la medicina, vers el 1840 es va començar a utilitzar el bromur d'argent (AgBr) com a agent sensible a la llum per a la fotografia, i el 1857 es va començar a utilitzar el bromur de potassi (KBr) com a sedant i com anticonvulsiu en el tractament de l'epilèpsia.

## Propietats físiques
El brom és l'únic element no metàl·lic que es troba en estat líquid a temperatura ambient. El líquid és de color vermell amarronat, dens i volàtil, s'evapora fàcilment, els vapors són mes densos que l'aire, irriten la gola i els pulmons i tenen un forta i desagradable olor. El brom no es dissol bé en aigua però si en líquids orgànics, compostos que continguin carboni, com els alcohols, els èters o el tetraclorur de carboni (CCl₄). La seva densitat és de 3,12 g/m-3 , tres vegades la densitat de l'aigua, el seu punt de fusió –7,2 °C, el seu punt d'ebullició 58,8 °C i la seva calor específica a 298 K és de 474 J·K-1·kg-1.

## Propietats químiques
Aquest halogen s'assembla químicament al clor, però és menys reactiu (encara que més que el iode). Reacciona fàcilment amb molts elements i té un fort efecte blanquejant. El brom és altament reactiu i és un fort agent oxidant en presència d'aigua. Reacciona vigorosament amb amines, alquens i fenols, així com amb hidrocarburs aromàtics i alifàtics, cetones i àcids carboxílics (aquests són degradats per addició o per substitució). Amb molts metalls i altres elements, el brom anhidre és menys reactiu que l'humit; això no obstant, el brom sec reacciona vigorosament amb l'alumini, el mercuri, el titani i amb els metalls alcalins i alcalinoterris

## Aplicacions
El brom molecular s'empra en la fabricació d'una àmplia varietat de compostos de brom usats en la indústria i en l'agricultura. Tradicionalment, la major aplicació del brom ha estat per a la producció d'1,2-dibromoetà, que s'emprava com a additiu en les gasolines que tenien com a antidetonant tetraetil de plom.
El brom s'empra en la fabricació de productes de fumigació, agents ininflamables, productes per a la purificació d'aigües, colorants, bromurs emprats en fotografia (per exemple el bromur d'argent, AgBr), desinfectants, insecticides, etcètera.
L'oli vegetal bromurat és un additiu alimentari en begudes no alcohòliques.
També s'obté a partir d'ell el bromur d'hidrogen, HBr:
Br₂ + H₂ → 2HBr

## Abundància i obtenció
A causa de la seva gran reactivitat, el brom, com tots els halògens, no es troba en estat elemental sinó formant compostos, especialment halurs, és a dir en forma d'ions negatius Br-.
A l'escorça terrestre es troba en una proporció de 2,5 ppm però la major part del brom es troba en el mar en forma de bromur, Br-. En el mar es presenta una concentració d'unes 65 ppm o 65 mg/l. Els llacs salats i els pous de salmorra tenen una concentració de brom més gran que la del mar, per exemple, al mar Mort la concentració és de 4 g/l.
La baixa concentració del brom a l'aigua marina fa que no sigui possible l'extracció directa, prèviament cal concentrar la sal per mitjà de l'evaporació, normalment solar, la destil·lació o una combinació d'ambdós processos. Una altra font de salmorres són les mines de sal i els pous de salmorra (s'utilitza aigua per dissoldre les sals i després se n'extreu la salmorra).
A escala industrial, el brom molecular, Br₂ s'obté sempre partir de les salmorres, per mitjà de l'oxidació del bromur amb clor (Cl₂),
2Br- + Cl₂ → Br₂ + 2Cl-
una vegada obtingut el brom (Br₂), és necessari separar-lo de la solució de clor, això es fa fent passar vapor d'aigua o aire i després condensant-lo i purificant-lo. Un procés complicat degut a la reactivitat dels productes que hi intervenen.
Aproximadament es produïxen en el món uns 500 milions de quilograms de brom per any (2001). Els Estats Units i Israel són els principals productors.

## Compostos
Pot presentar diferents estats d'oxidació. Els més comuns són +1, -1, +3 i +5.
- L'estat d'oxidació +1 és poc estable en dissolució aquosa. Per exemple, l'ió hipobromit, BrO-.
- L'estat d'oxidació +3 és poc estable en dissolució aquosa. Per exemple, l'ió bromit, BrO₂-, o l'àcid bromós, HBrO₂.
- L'estat d'oxidació +5 és termodinàmicament estable enfront de la descomposició en dissolució aquosa. Per exemple, l'ió bromat, BrO₃-.
- L'ió perbromat, BrO₄-, amb un estat d'oxidació +7, es redueix amb relativa facilitat i es prepara per oxidació a partir d'estats d'oxidació inferiors.
- El brom també forma compostos amb altres halògens (interhalògens). Per exemple, BrF₅, BrF₃, IBr, etcètera.
- Hi ha molts compostos en els que el brom presenta estat d'oxidació -1, anomenant-se a aquests bromurs.

Es poden obtindre fàcilment compostos orgànics bromats, per exemple, per mitjà de bromació radicalaria amb brom molecular i en presència de llum o emprant N-bromosuccinimida, o bé per reaccions d'addició o de substitució. El compost orgànic bromur de metil, CH₃Br, s'empra com a plaguicida, però afecta la capa d'ozó. S'ha determinat que els àtoms de brom són més eficaços que els de clor en els mecanismes de destrucció de la capa d'ozó, tot i que els àtoms de brom estan presents en menor quantitat.
El bromur d'hidrogen, HBr, s'obté per reacció directa de brom amb hidrogen molecular o com a subproducte de processos de bromació de compostos orgànics. A partir d'aquest compost, es poden obtindre distints bromurs, per exemple:
HBr + NaOH → NaBr + H₂O
El brom en dissolució aquosa pot descompondre-se:
Br₂ + OH- → Br- + BrO- + H₂O
Però la reacció no transcorre en medi àcid.
També es pot obtindre per oxidació l'ió Br₂+.

### Òxids
Els principals òxids de brom són:
- Br₂O: es pot preparar per mitjà de la reacció del brom molecular (Br₂) en forma de gas amb òxid de mercuri (HgO) o també per descomposició a baixa temperatura i al buit del BrO₂.
- BrO₂: és un sòlid cristal·lí groguenc que es pot obtenir per ozonòlisi a baixa temperatura de Br₂.
- Br₂O₃: es tracta d'un sòlid cristal·lí taronja que ha estat aïllat d'una solució de CH₂Cl₂ després d'ionitzar Br₂ en CFCl₃.

## Geoquímica del brom
A causa del seu gran radi iònic el brom es troba als minerals en forma de traces. El brom presenta un comportament geoquímic similar al del clor i el iode en la majoria dels processos ignis. La procedència del brom present a la Terra és encara desconeguda, podria ser solar, condrític (meteorits), cometari o una combinació d'aquestes fonts. De manera similar als altres halògens, el brom es troba molt concentrat en l'escorça terrestre, els sediments i la hidrosfera. Essent els oceans la major reserva superficial de brom, i on el fitoplàncton i les algues del gel son la primera font de bromoform i de dibromometà, implicats en la rarefacció de l'ozó.

## Rol biològic
El brom es troba en nivells de traces en humans. És considerat un element químic essencial, encara que no se'n coneixen exactament les funcions. Alguns dels seus compostos s'han emprat en els tractaments contra l'epilèpsia i com a sedants.

## Isòtops
Es coneixen 40 isòtops del brom, però a la naturalesa es troben dos d'estables 79Br i 81Br, tots dos amb una abundància similar. Aquests isòtops no han estat massa estudiats a causa de dificultats tècniques. El 79Br representa un 50,69% i el 81Br el 49.31% del brom natural. Tots els altres són radioactius i presenten períodes de semidesintegració que oscil·len entre 1,2 nanosegons i 16,2 hores.

## Precaucions
El brom és altament tòxic i en petites traces (10 ppm), tant per via dèrmica com inhalat, pot causar problemes immediats de salut o mort. És molt irritant tant per als ulls com per a la gola; en contacte amb la pell produeix inflamacions doloroses. El seu maneig impropi suposa un seriós risc per a la salut, requerint unes màximes precaucions de seguretat.